# Józef Miaskowski (biskup)
Józef Miaskowski herbu Bończa II (ur. przed 5 maja 1744, zm. 16 listopada 1804) – polski duchowny rzymskokatolicki, biskup diecezjalny warszawski w latach 1800–1804.

## Życiorys
Syn Kacpra Miaskowskiego, rotmistrza królewskiego, łowczego i stolnika poznańskiego, i jego drugiej żony Joanny Malczewskiej. Studiował w Rzymie. W 1768 przyjął święcenia kapłańskie. W 1792 został prepozytem kapituły, a w 1793 administratorem diecezji poznańskiej. 29 października 1798 papież Pius VI mianował go pierwszym biskupem nowo utworzonej diecezji warszawskiej. Od władcy Prus Fryderyka Wilhelma II na siedzibę otrzymał Pałac Prymasowski. Ciesząc się pełnym zaufaniem władz pruskich, rządy w diecezji objął 21 grudnia 1799, a sakrę biskupią przyjął 9 lutego 1800.
Józef Miaskowski był znanym kaznodzieją. W nowej diecezji warszawskiej zorganizował życie religijne, przyczynił się do przywrócenia w niej karności kościelnej wśród duchowieństwa. Przeprowadził wizytację diecezji. Bronił seminariów duchownych przed likwidacją przez pruskiego zaborcę.
W 1798 został odznaczony pruskim Orderem Orła Czerwonego.
Pochowany w katakumbach na cmentarzu Powązkowskim w Warszawie.